# Östergötlands runinskrifter 18
Östergötlands runinskrifter 18, Ög 18, är fragment av en vikingatida runsten som hittats i Kuddby kyrktorn, Kuddby socken och Norrköpings kommun. Den större delen av Ög 18 är känd sedan åtminstone 1828, har måtten 1,0 gånger 0,8 meter och plockades ut från kyrktornet och restes på kyrkogården 1941. 1946 hittades ytterligare ett runstensfragment tillhörande Ög 18. Detta förvaras i kyrkotornet och innehåller namnet på den som rest stenen,"Óttarr(?)". Detta runstensfragment är 0,4 x 0,3 x 0,1 meter.

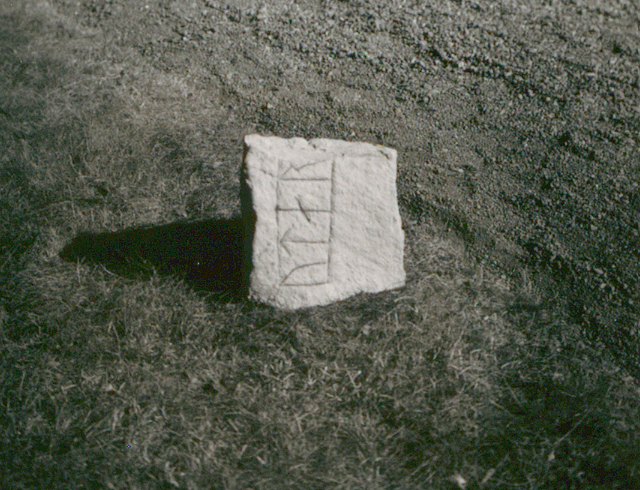
Det mindre fragmentet som hittades 1946.

## Inskriften
Translitterering av runraden:
utar ...isþi stin þi-- --tiʀ iafra uk uik × bruþr · sina ·
Normalisering till runsvenska:
Ottarr(?) [r]æisþi stæin þe[nna æf]tiʀ Iafra ok Vig, brøðr sina.
Översättning till nusvenska:
Óttarr(?) reste denna sten efter sina bröder Javre och Vig.